# Just Say Yes (chanson de Snow Patrol)
Pour les articles homonymes, voir Just Say Yes.
Singles de Snow Patrol
The Planets Bend Between Us
(2009) An Olive Grove Facing the Sea
(2009)
Just Say Yes est le premier single tiré de l'album Up to Now de Snow Patrol, sorti en 2009.

## Classements
| Pays                                    | Positions |
| --------------------------------------- | --------- |
| Allemagne (Media Control AG)            | 47        |
| Autriche (Ö3 Austria Top 40)            | 38        |
| Belgique (Flandre Ultratop 50 Singles)  | 6         |
| Belgique (Wallonie Ultratop 50 Singles) | 8         |
| Danemark (Tracklisten)                  | 4         |
| Finlande (Suomen virallinen lista)      | 20        |
| Irlande (Irish Singles Chart)           | 6         |
| Pays-Bas (Nederlandse Top 40)           | 2         |
| Royaume-Uni (UK Singles Chart)          | 15        |